# Бело Брдо (Лепосавић)
Бело Брдо је насеље у општини Лепосавић на Косову и Метохији. Површина катастарске општине Бело Брдо где је атар насеља износи 2.154 ha. Село се налази 19 km северно од Лепосавићa и 4 km јужно од Панчићевог врха (највиши врх Копаоника 2017 метара надморске висине). Према процени из 2011. године било је 122 становника.

## Географија
По географском положају припада типу планинских села. У сеоском атару налазе се засеоци : Базићи (1283 м), Марусићи (1268 м), Санџак (1100 м), Лескова (953 м ) и Баљаца (865 м), а средња надморска висина села је 1164 метара.
Иако се село налази на великој надморској висини оно није ван важнијих саобраћајних комуникација. До Белог Брда, преко Дрена води асфалтни пут који повезује насеље са главним саобраћајним путевима који пролазе Ибарском долином. Макадамским путем насеље је преко Остраћа повезано са Лешком.

## Историја
По народном предању Бело Брдо је добило назив по белини снага који се на њему задржавао током већег дела године. Као средњовековни рудник олова и сребра Бело Брдо први пут се помиње 1438. године. На старе рударске јаме (шахте) из периода антике и средњег века наилази се у јами рудника и на Копаонику. Латинско гробље налази се испред сеоског белобрдског гробља. Ту се примећују и зидине старог црквишта званог св. Тројица, а нешто ниже налазе се црквене зидине зване Петка.
Период од 1960. до 1980. године представља златно доба рудника „Копаоник“ у Белом Брду. У том периоду основане су стамбене колоније са стамбеним зградама које су служиле за становање радника.
На локалитету Небеске Столице (1800 м) екипа истраживача- археолога Завода за заштиту споменика културе у Краљеву, 1998. године је започела истраживање и пронађена је ранохришћанска базилика, грађена ломљеним и тесаним каменом са кречњачким малтером као везивним материјалом.
Поред пољопривреде којом се становништво углавном бави. У насељу се налази и Месна канцеларија, основна осморазредна школа, здравствена станица, а постоје и трговинске радње мешовите робе. Насеље је и седиште месне заједнице за више околних насеља.

## Демографија
- попис становништва 1948: 337
- попис становништва 1953: 633
- попис становништва 1961: 916
- попис становништва 1971: 651
- попис становништва 1981: 360
- попис становништва 1991: 265

У селу 2004. године живи 257 становника и броји 64 домаћинстава.
Данашње становништво чине родови : Базићи, Даничићи, Симићи, Милићи, Томићи, Гогићи, Милосављевићи, Вукадиновићи, Ђурићи, Милојевићи, Марковићи, Радивојевићи, Симоновићи, Благојевићи, Ораовчићи.